# Piet Heinkade

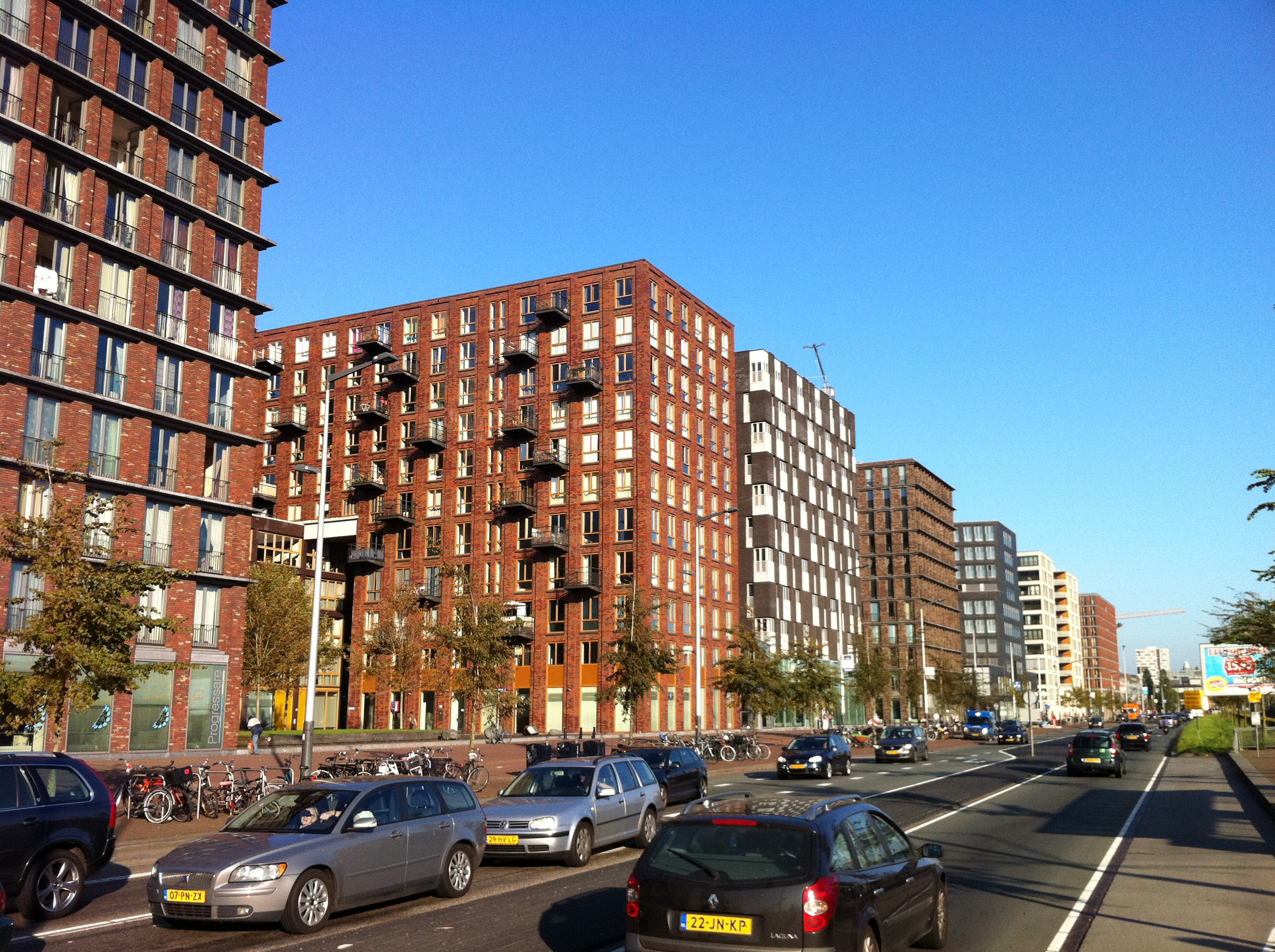
De Piet Heinkade in 2011

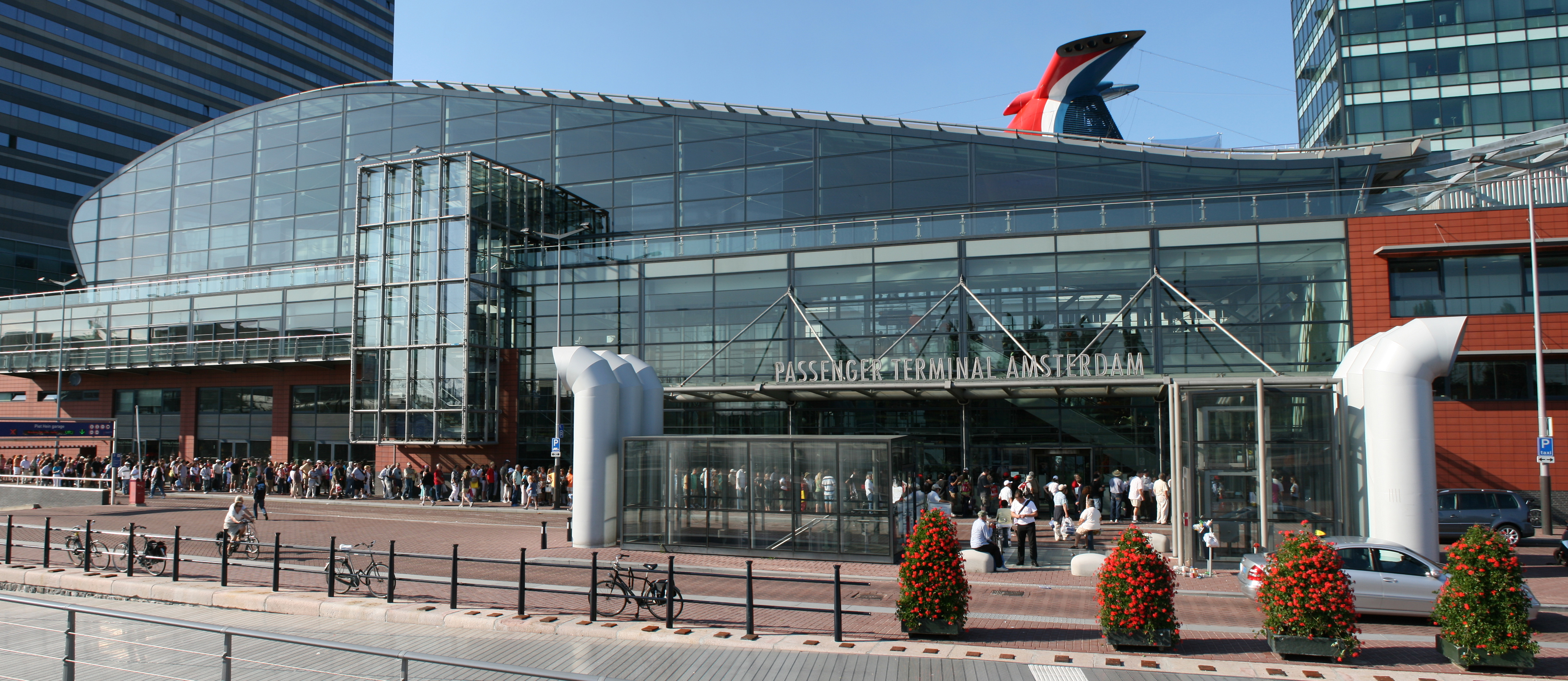
Passagiersterminal Amsterdam in 2008

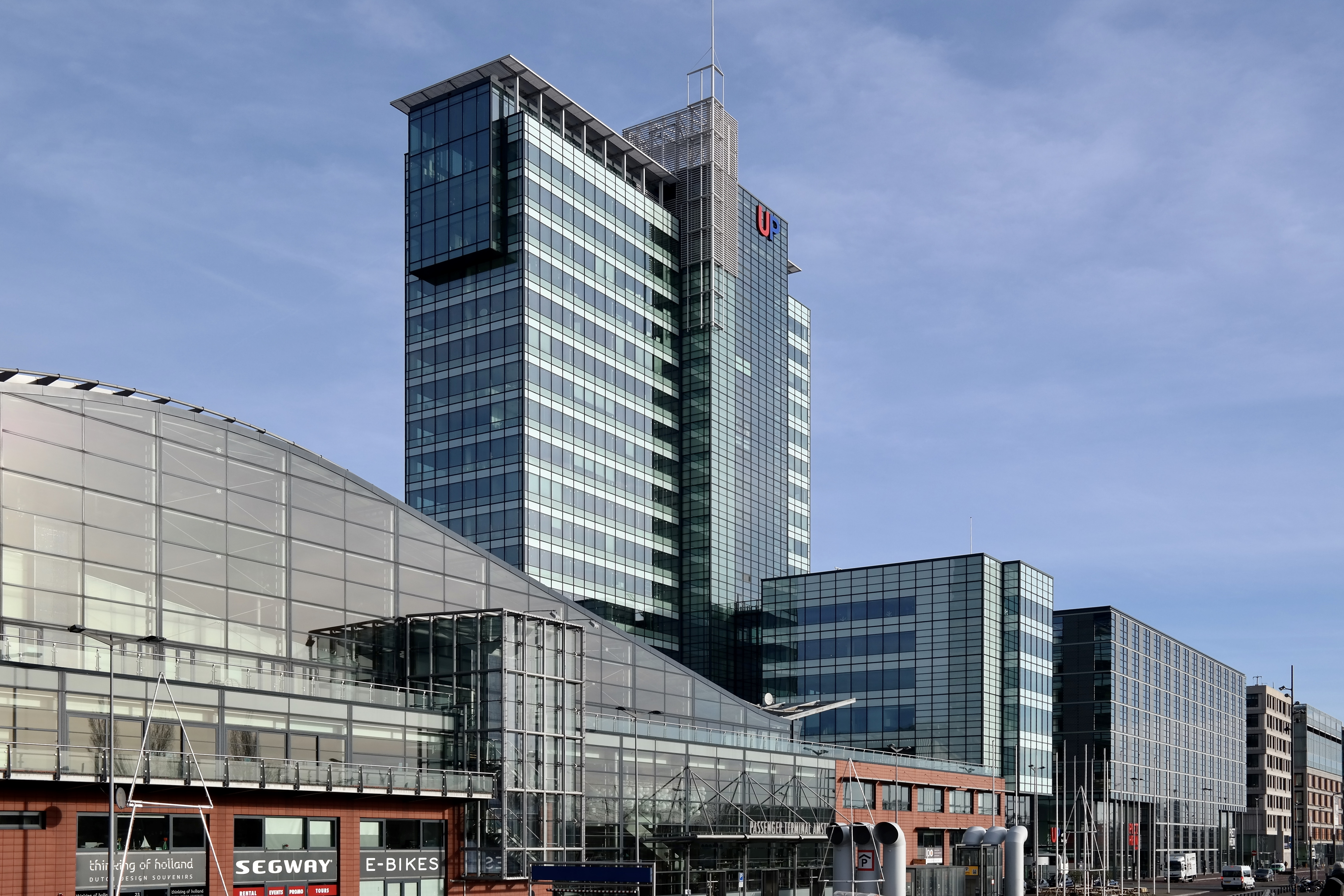
IJ-toren in 2015

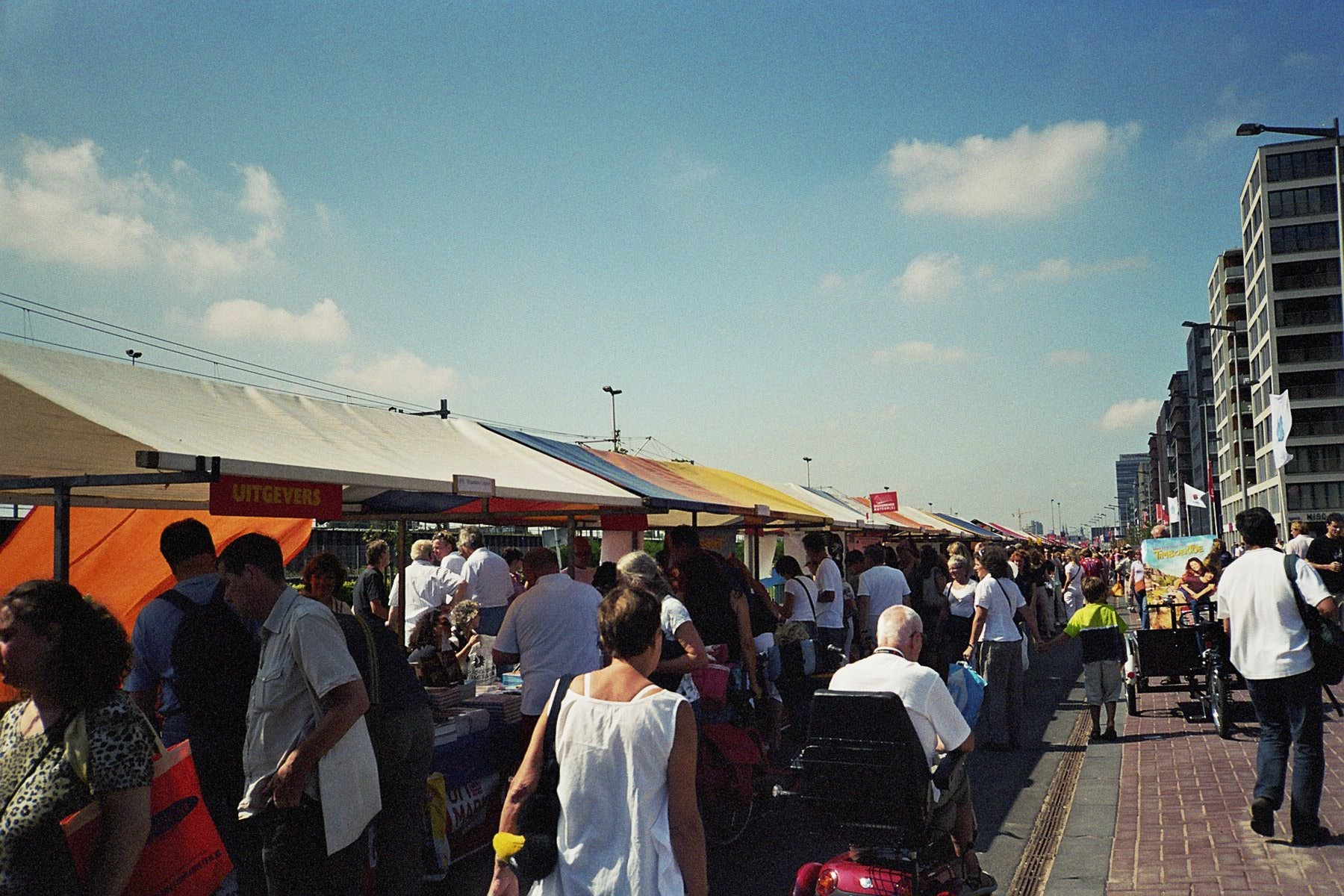
Uitmarkt im 2007 op de Piet Heinkade

De Piet Heinkade in Amsterdam ligt in het Oostelijk Havengebied. De kade kreeg zijn naam in 1919 en werd vernoemd naar Piet Hein (1577-1629), Nederlands vice-admiraal in dienst van de West-Indische Compagnie. Bekend van de verovering van de Spaanse zilvervloot in 1628.
Vanaf de jaren negentig is de omgeving van de Piet Heinkade sterk van karakter veranderd. Voordien waren er voornamelijk havenactiviteiten. Er is een brede verkeersweg aangelegd en er zijn diverse nieuwe grote gebouwen verrezen. Belangrijke gebouwen zijn het Muziekgebouw aan 't IJ met daaronder kunstwerk Huil van de Wolff, de Passagiers Terminal Amsterdam, Pakhuis De Zwijger de twee hoge torens IJ-toren en het Mövenpick Hotel. Via de Jan Schaeferbrug wordt de Piet Heinkade verbonden met het Java-eiland. Bij de kruising met de weg naar de Piet Heintunnel staat het beeld Voor de bijen van Frank Mandersloot.
Sinds 2005 rijdt de IJtram (lijn 26) komend vanaf het Centraal Station over de Piet Heinkade. Bij de Passagiers Terminal lag een keerlus voor een der tramlijnen komend vanaf het Damrak. Tot 2006 was dit lijn 16, sindsdien lijn 25, maar opgeheven in 2013.
In 2007 en 2008 vond de Uitmarkt plaats in deze omgeving.